# کوره کوپل

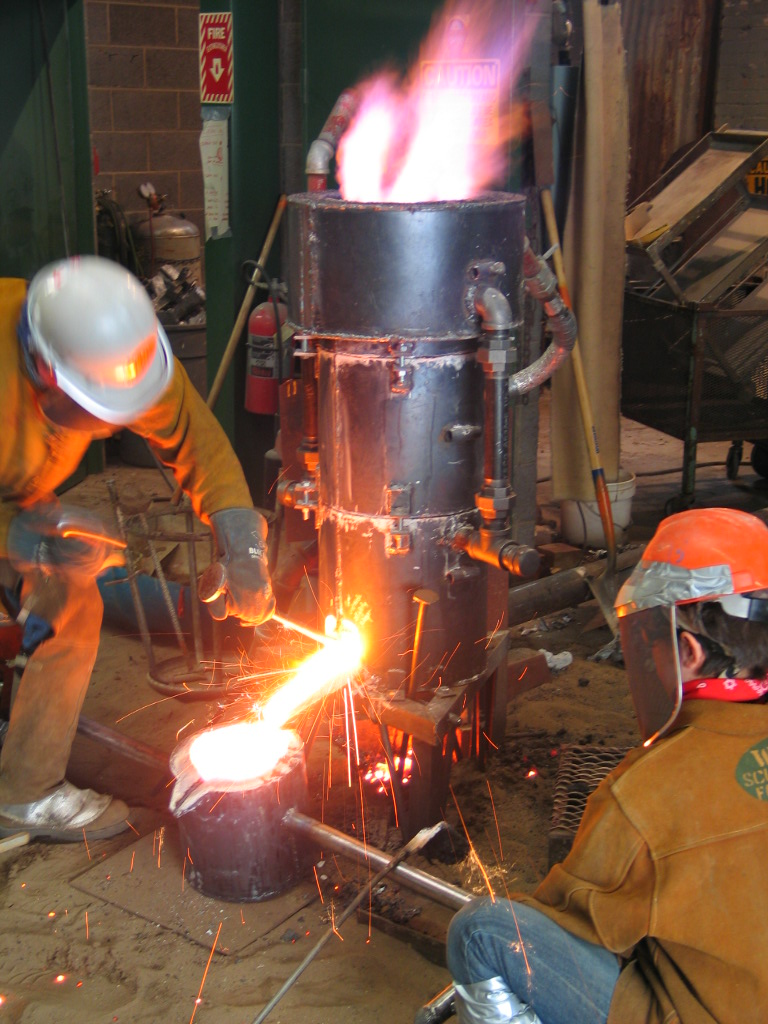
یک کوره کوپل کوچک در دانشگاه ایالتی وین در دیترویت، میشیگان.

کوره کوپل متداول‌ترین وسیله ذوب چدن‌ها است. پس‌از کوره زمینی مرغوب‌ترین چدن نسبت به کوره‌های دیگر از این کوره تهیه می‌شود.

## تاریخچه
کوره کوپل در چین در ۴۰۳–۲۲۱ پیش‌از میلاد برای نخستین بار ساخته و مورد استفاده قرار گرفتند.

## قسمت‌های مختلف کوره کوپل
بدنه کوره متشکل از استوانه فولادی که درون آن به‌وسیلهٔ یک جداره نسوز پوشانیده شده‌است. اندازه قطر داخلی این کوره ۴۵ تا ۲۱۵ سانتی‌متر است که بر حسب ظرفیت و سرعت ذوب آن تغییر می‌کند سرعت ذوب در این کوره‌ها بین ۱ تا ۳۰ تن در ساعت متغیر است. کوره کوپل از آن دسته از کوره‌هایی می‌باشد که در آن سوخت به‌طور مستقیم با شارژ در تماس است؛ بنابراین می‌تواند آنالیز مذاب را تغییر دهد. سوخت این نوع کوره‌ها بیشتر کک می‌باشد که امروزه به علت منابع سرشار گاز در ایران کوره‌های کوپل گازی گردیده‌اند.
پس‌از کوره زمینی مرغوب‌ترین چدن نسبت به کوره‌های دیگر از این کوره تهیه می‌شود. در بالای بوتهٔ کوره محفظه‌ای از هوای فشرده وجود دارد که تویرها به آن ختم می‌گردند. کوره‌های مختلف دارای تویرهای (زنبورک‌های) مختلف از یک تا شش عدد می‌باشند. هر چه ظرفیت کوره بیشتر باشد مقدار هوای دمیده شده و در نتیجه تعداد تویرها بیشتر است. کوره مجهز به چشمی است که به‌وسیلهٔ آن رنگ شعله و در نتیجه حدود حرارت کوره مشخص می‌شود. در پایین‌ترین قسمت ورودی دیواره کوره سوراخی جهت خروج بار تعبیه شده که مذاب آماده ریخته‌گری از آن خارج می‌شود. بالاتر از دریچه خروج بار؛ دریچهٔ دیگری جهت خروج سرباره تعبیه گردیده‌است.

### اجزاء
کوره کوپل به‌طور ساده به دو بخش اساسی تقسیم می‌شود:
- ساختمان اصلی
- بخش‌های جانبی

#### ساختمان اصلی کوره
- بدنه فلزی
- نسوز
- محل شارژ
- ورودی هوا
- خروجی مذاب

#### بخشهای جانبی
- محل توزین شارژ تصفیه گازهای خروجی
- پیش گرم هوا ریل شارژ

## مکانیسم عملکرد کوره کوپل
کوره کوپل دارای مکانیسم عملکرد ساده‌ای بوده و بیشتر برای ذوب قراضه‌های چدنی استفاده می‌شود. همچنین نحوه کار این کوره با کوره بلند شباهت زیادی دارد با این تفاوت که کوره بلند برای احیای سنگ معدن آهن استفاده می‌شود. این نوع کوره ذوب در اندازه‌های متنوع و با قدرت ذوب بین ۱۰۰ تا چند ده تن چدن وجود دارد.